# Wilson S. Hill
Wilson Shedric Hill (* 19. Januar 1863 bei Lodi, Choctaw County, Mississippi; † 14. Februar 1921 in Greenwood, Mississippi) war ein US-amerikanischer Politiker. Zwischen 1903 und 1909 vertrat er den vierten Wahlbezirk des Bundesstaates Mississippi im US-Repräsentantenhaus.

## Werdegang
Wilson Hill besuchte die öffentlichen Schulen seiner Heimat und danach die University of Mississippi in Oxford. Nach einem anschließenden Jurastudium an der Cumberland University in Tennessee und seiner im Jahr 1884 erfolgten Zulassung als Rechtsanwalt begann er in Winona in seinem neuen Beruf zu praktizieren.
Zwischen 1891 und 1903 war Hill Bezirksstaatsanwalt im fünften juristischen Bezirk des Staates Mississippi. Politisch war er Mitglied der Demokratischen Partei. Von 1892 bis 1894 gehörte er dem Stadtrat von Winona an. 1902 wurde Hill im vierten Distrikt von Mississippi in das US-Repräsentantenhaus in Washington, D.C. gewählt. Dort trat er am 4. März 1903 die Nachfolge von Andrew F. Fox an. Nach zwei Wiederwahlen konnte Hill bis zum 3. März 1909 insgesamt drei Legislaturperioden im Kongress absolvieren. Im Jahr 1908 wurde er von seiner Partei nicht für eine weitere Amtszeit nominiert.
Nach dem Ende seiner Zeit im Repräsentantenhaus arbeitete Hill wieder als Rechtsanwalt. Im Jahr 1912 war er Delegierter zur Democratic National Convention in Baltimore, auf der Woodrow Wilson als Präsidentschaftskandidat der Partei nominiert wurde. Von 1914 bis 1921 war Hill Bezirksstaatsanwalt im nördlichen juristischen Bezirk von Mississippi. Er starb im Februar 1921 in Greenwood und wurde in Winona beigesetzt.